# Mikhaïl Ulibin
Mikhaïl Vitàlievitx Ulibin (rus: Михаи́л Вита́льевич Улы́бин, 31 de maig de 1971) és un jugador d'escacs rus que té el títol de Gran Mestre des del 1991.
A la llista d'Elo de la FIDE del gener de 2022, hi tenia un Elo de 2437 punts, cosa que en feia el jugador número 165 (en actiu) de Rússia. El seu màxim Elo va ser de 2589 punts, a la llista del juliol de 2002 (posició 117 al rànquing mundial).

## Resultats destacats en competició
Va jugar al campionat d'escacs juvenil de la Unió Soviètica de 1984, 1985 (3r lloc), 1986, 1987 i 1988 (empatat amb Gata Kamsky pel a 1r–2n lloc).
El 1991 obtingué la medalla de plata al Campionat del món d'escacs juvenil amb 10 punts de 13 (el campió fou Vladímir Akopian). El 1994 fou segon al Campionat de Rússia amb 7½ punts d'11, darrere de Piotr Svídler.
Fou campió a l'Obert de Biel el 2007 i a l'Obert de Zagreb el 2010. L'agost de 2002 fou campió del Festival d'escacs d'Abu Dhabi amb 6½ punts de 9, amb els mateixos punts que Ievgueni Gléizerov i Shukhrat Safin.
L'octubre de 2015 fou 2n-4t el 4t Memorial Oliver González jugat a Leganés (Espanya) destacat amb 7 punts de 9 (el campió fou Karèn H. Grigorian).

### Participació en competicions per equips
Ulibin ha participat, representant Rússia, a l'Olimpíada d'escacs de 1994, amb un resultat de (+3 =6 –0), per un 66,7% de la puntuació i amb una performance de 2621.